# Masdevallia ventricularia
Masdevallia ventricularia es una especie de orquídea epífita originaria de Sudamérica tropical en Colombia y Ecuador.

## Descripción
Es una especie de orquídea de un tamaño pequeño, que prefiere el clima fresco, epífita con un pequeño delgados y erectos ramicaules, basalmente envueltos por 2 a 3 vainas sueltas tubulares con una sola hoja, apical, oblongo- lanceolada, peciolada, sub -erecta, coriácea que se reduce progresivamente a continuación en el pecíolo. La floración se produce en la primavera y principios del verano en una inflorescencia cilíndrica, delgada, erguido a suberecta de 10 cm de larga que surge en el ramicaule con una bráctea por encima de la base y una membranosa flor solitaria de 8 cm de ancho.

## Distribución y hábitat
Se encuentra en Colombia y Ecuador con hábitos epífitas en las nebliselvas en los troncos de los árboles cerca de la tierra en alturas de 1700-2500 metros

## Sinonimia
- Masdevallia ventricularia var. brevicaudata Kraenzl., Repert. Spec. Nov. Regni Veg. Beih. 34: 19 (1925).[2]